# Казанкьой
Казанкьой или Казан (на турски: Ertuğrul) е село в Източна Тракия, Турция, Околия Люлебургас, Вилает Лозенград.

## История
При избухването на Балканската война в 1912 година един жител на село Казан е доброволец в Македоно-одринското опълчение.

## Личности
Родени в Казан
- Стойо Делчев, македоно-одрински опълченец, 4 рота на 8 костурска дружина[2]